# Вулиця Рильського (Житомир)
Вулиця Рильського — вулиця в Богунському районі міста Житомира.

## Розташування та забудова
Вулиця розташована в центральній частині міста, на Замковій Горі — старовинній частині Житомира. Бере початок з Соборного майдану та прямує на південний захід, завершуючись кутком. Забудова вулиці — багатоповерхова житлова та громадська. На північному заході до вулиці прилягає міський сквер.

## Історія
Вулиця з'явилася після Другої світової війни на тлі зруйнованої внаслідок бойових дій старовинної частини Житомира. Вісь майбутньої вулиці Рильського у довоєнний час перетинали старі вулиці Шкільна, Рибна, Полтавська, тощо. Вулиця виникла у 1956 році. Перша назва — Нова вулиця. У другій половині 1950-х років праворуч вулиці збудовано будівлю обкому КПУ (1957 рік) та закладено сквер. Житлова забудова вулиці датується початком 1960-х років. У 1965 році вулиці надано нинішню назву — на честь митця Рильського Максима Тадейовича.